# كانا كيتاهارا
كانا كيتاهارا (باليابانية: きたはら かな) (17 ديسمبر 1988 بفوجيدا في اليابان - ) هي لاعبة كرة قدم يابانية في مركز الدفاع. وشاركت مع منتخب اليابان لكرة القدم للسيدات. أما مع النوادي، فقد لعبت مع Albirex Niigata Ladies ‏.

## وصلات خارجية
كانا كيتاهارا على موقع الاتحاد الدولي (مؤرشف)  (الإنجليزية)
- كانا كيتاهارا على موقع الاتحاد الأوربي (الإنجليزية)
- كانا كيتاهارا على موقع قاعدة بيانات كرة القدم.إي يو (الإنجليزية)
- كانا كيتاهارا على موقع Soccerway.com (الإنجليزية)
- كانا كيتاهارا على موقع عالم كرة القدم.نت (الإنجليزية)